# Омельник (Олександрійський район)
Омельни́к (в минулому — Полковниче) — село в Україні, в Онуфріївській селищній громаді Олександрійського району Олександрійського району Кіровоградської області. Населення становить 756 осіб. Орган місцевого самоврядування — Омельницької сільської ради.

## Історія
Село Омельник (Полковниче) засноване у 1790-х рр. полковником Михайлом Івановичем Комбурлеєм. Назва Полковниче походить від чину засновника, Омельник – від назви річки Сухий Омельник, що протікає через територію села.
Станом на 1886 рік у селі Онуфріївської волості Олександрійського повіту Херсонської губернії мешкало 1053 особи, налічувалось 184  дворових господарства.

## Населення
Згідно з переписом УРСР 1989 року чисельність наявного населення села становила 795 осіб, з яких 340 чоловіків та 455 жінок.
За переписом населення України 2001 року в селі мешкало 757 осіб.

### Мова
Розподіл населення за рідною мовою за даними перепису 2001 року:
| Мова       | Чисельність | Відсоток |
| ---------- | ----------- | -------- |
| українська | 679         | 89,81%   |
| російська  | 61          | 8,08%    |
| вірменська | 9           | 1,19%    |
| угорська   | 4           | 0,53%    |
| білоруська | 2           | 0,26%    |
| румунська  | 1           | 0,13%    |
| Усього     | 756         | 100%     |

## Відомі люди
- Сухомлинський Василь Олександрович — український педагог, публіцист, письменник, поет.